# Eva Rystedt
Eva Rystedt, född 26 oktober 1945, är professor emerita i antikens kultur och samhällsliv vid Lunds universitet.
Rystedt är utbildad vid Stockholms universitet och var verksam vid Lunds universitet från 1984, först som forskarassistent 1984–1990 och sedan från 1996 som professor. Åren 1999–2005 var hon ledamot av HSFR:s (senare Vetenskapsrådets) Ämnesråd för Humaniora och Samhällsvetenskap. 
Hon är en av grundarna till tidskriften Medusa.

## Utmärkelser, ledamotskap och priser
- Ledamot av Kungliga Vitterhets Historie och Antikvitets Akademien (LHA, 2000)
- Ledamot av Vetenskapssocieteten i Lund (LVSL, 1996)[2]
- Rausingska Humanistpriset (2004)[3]